# Flavoparmelia quichuaensis
Flavoparmelia quichuaensis är en lavart som beskrevs av Elix & T. H. Nash. Flavoparmelia quichuaensis ingår i släktet Flavoparmelia och familjen Parmeliaceae.   Inga underarter finns listade i Catalogue of Life.